# درختزار کهن

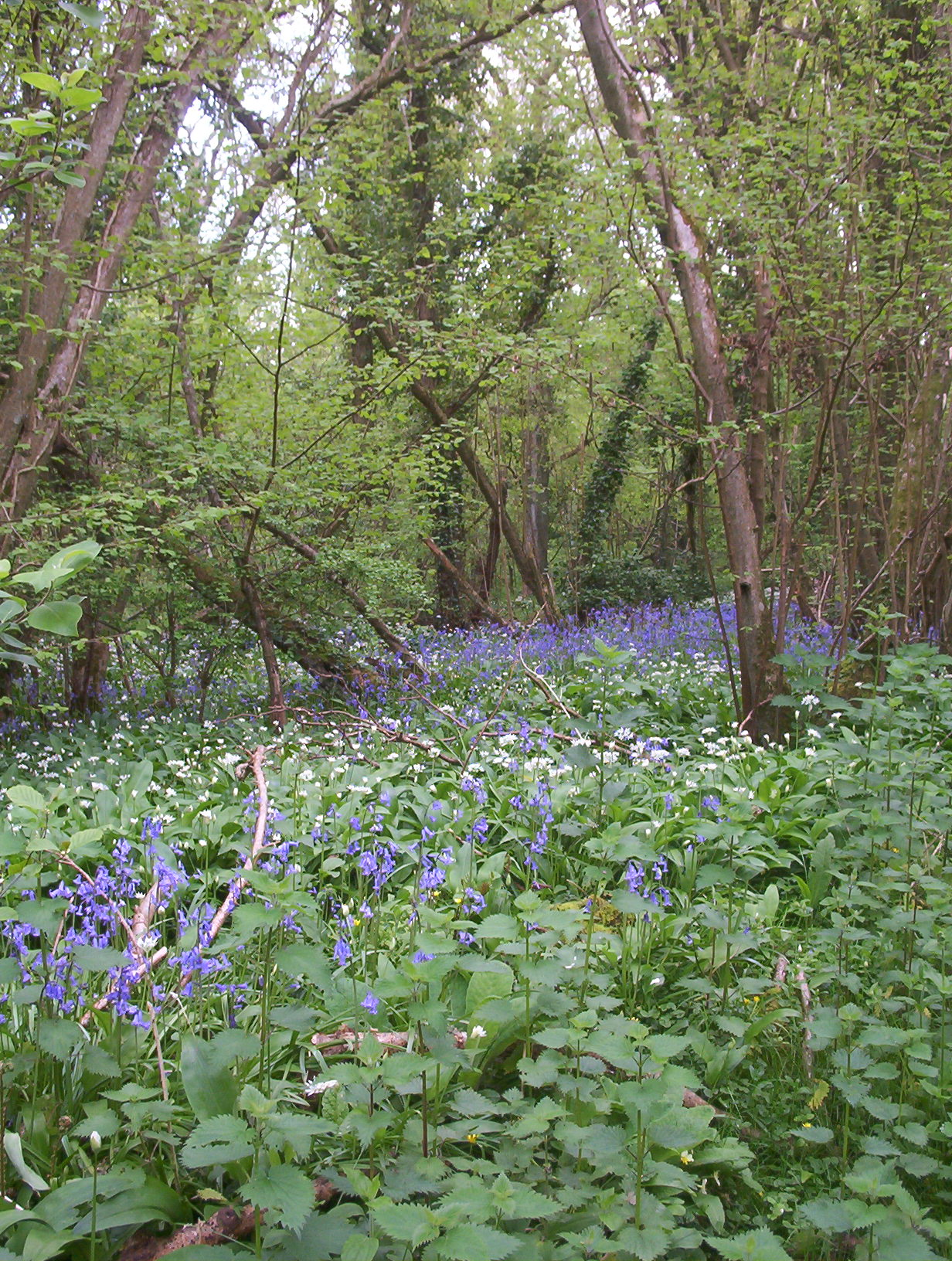
درختزارهای باستانی در برادینگ، جزیره وایت، انگلستان که زنگ‌های آبی (گل‌های آبی، Hyacinthoids non-scripta)، والک (گل‌های سفید، Allium ursinum) و فندق (درختان، Corylus avellana) را نشان می‌دهد.

در بریتانیا، درختزار کهن یا درختزار باستانی (به انگلیسی: Ancient woodland)، درختزاری است که از سال ۱۶۰۰ یا پیش از آن به‌طور پیوسته در انگلستان، ولز و ایرلند شمالی (یا ۱۷۵۰ در اسکاتلند) وجود داشته‌است. کاشت درختزارها پیش از آن زمان نارایج بود، بنابر این درختزار موجود در سال ۱۶۰۰ احتمالاً به‌طور طبیعی رشد کرده‌است.